# 圣葛斯默和达弥盎圣殿

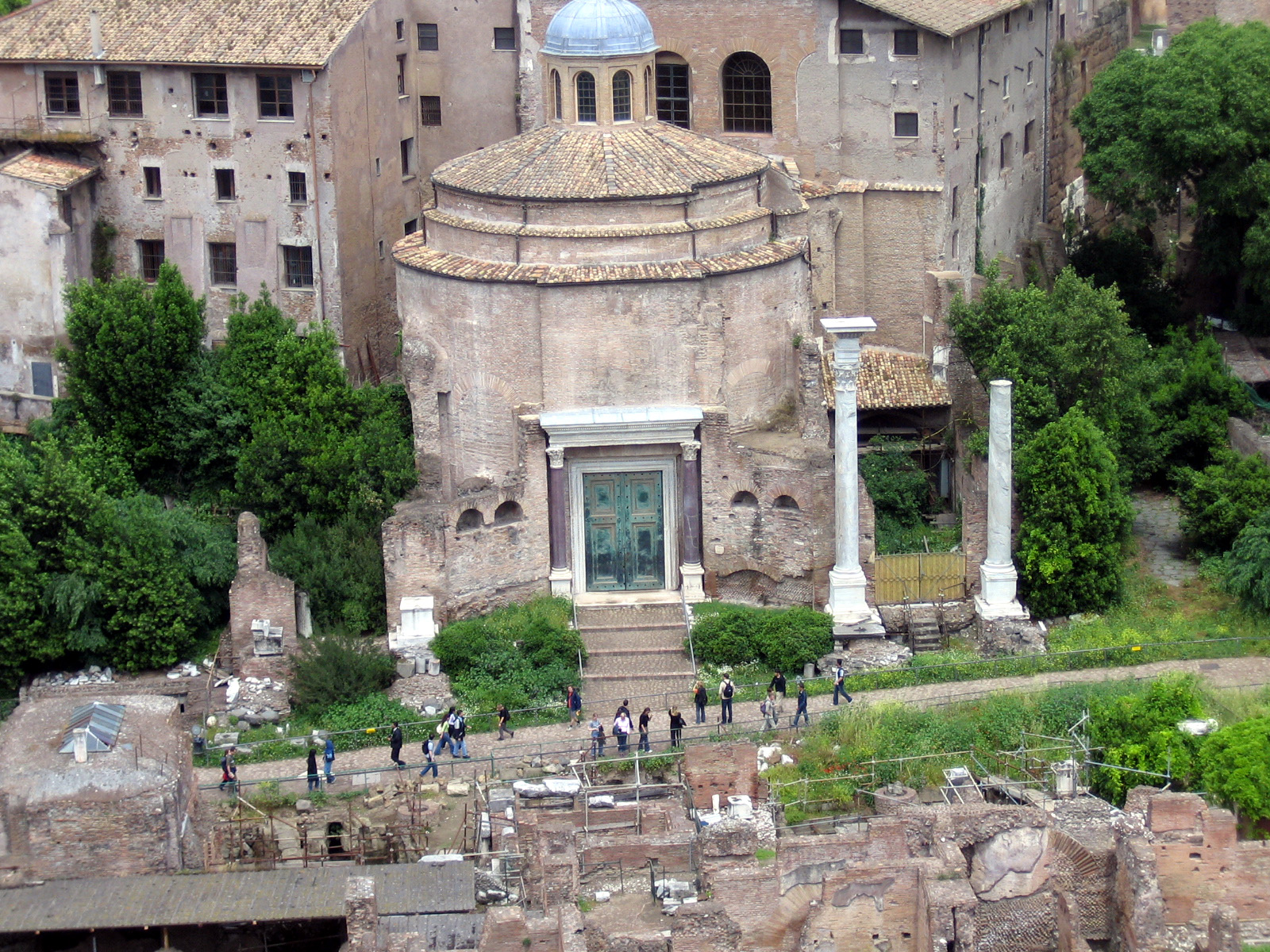
圣葛斯默和达弥盎圣殿

41°53′31″N 12°29′14″E / 41.891811°N 12.487335°E
圣葛斯默和达弥盎圣殿（義大利語：Santi Cosma e Damiano）是意大利罗马的一座天主教宗座圣殿和執事級樞機领衔聖堂 ，敬礼两位殉道的希腊医生圣葛斯默和圣达弥盎，位于帝國議事廣場，又名“和平市集广场”（Forum of Peace）的废墟上。
古罗马基督教化以后，在527年，東哥德人国王狄奧多里克大帝和他的女儿Amalasuntha，将和平市集广场的图书馆以及罗马皇帝马克森提乌斯为自己309年死去的儿子羅慕陸斯(Valerius Romulus)所建庙宇的一部分赠送给教宗斐理斯四世。教宗合并两座建筑物，兴建敬礼圣葛斯默和达弥盎的聖堂，在此附近，有古代异教敬拜卡斯托尔和波吕克斯孪生兄弟的卡斯托尔和波吕克斯神庙。
1632年，教宗乌尔班八世下令修葺此堂，将地面抬升了7米，以防止渗水。

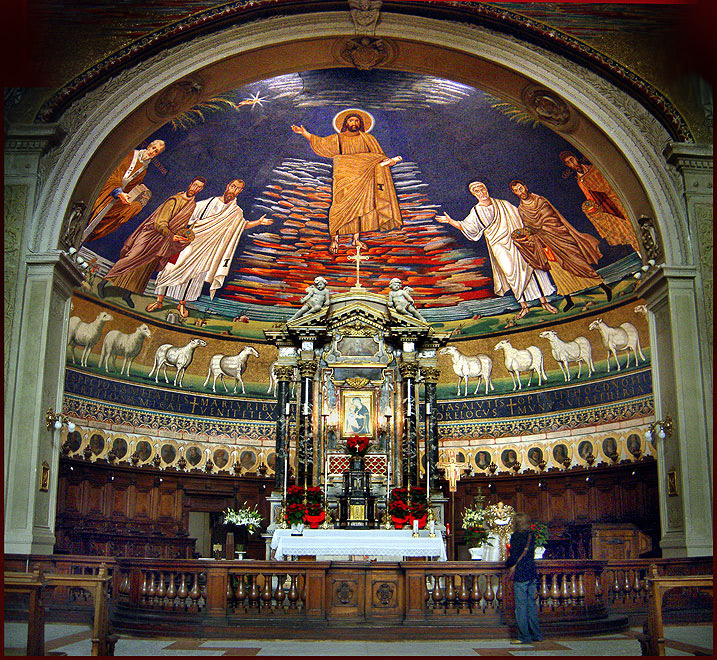
镶嵌画

拱壁中央的6-7世纪拜占庭镶嵌画，描绘启示录“巴路西亚”（基督再临）的情景，右侧是圣伯多禄引荐葛斯默和圣戴多禄(St Theodore)，左侧是圣保禄引荐达尼盎和斐理斯四世，后者呈献本聖堂模型。